# Gymnopternus chalybeus
Gymnopternus chalybeus är en tvåvingeart som först beskrevs av Christian Rudolph Wilhelm Wiedemann 1817.  Gymnopternus chalybeus ingår i släktet Gymnopternus, och familjen styltflugor. Arten är reproducerande i Sverige.